# BLG物流

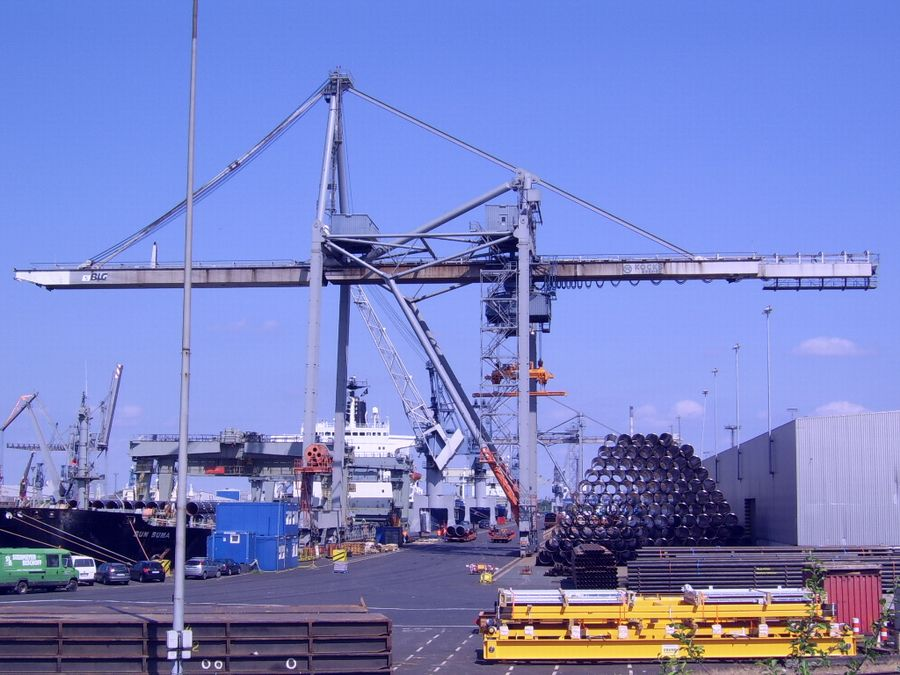
现作为散杂货港的不来梅新城港

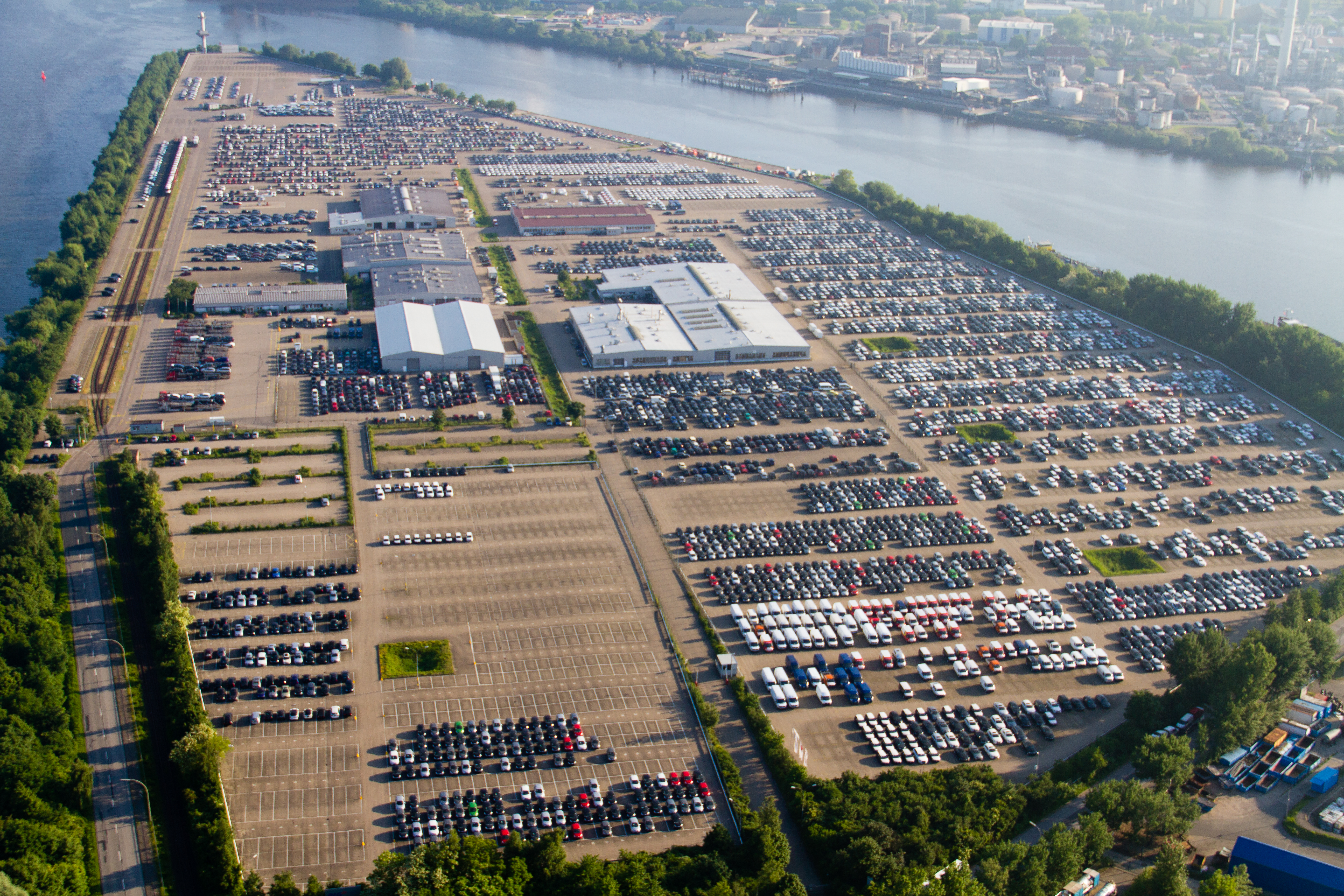
BLG 自动终端在汉堡港（2013年航拍照片）

BLG物流集团（BLG Logistics Group AG & Co. KG）前身是1877年创立的不来梅仓储股份公司（Bremer Lagerhaus-Gesellschaft AG），1998年完成改组。

## 历史
自从1877年不来梅商人成立不来梅仓储公司以来，公司的规模一直在稳步扩大。1888年，BLG接管了不来梅自由港一期码头（Europahafen），该码头港池的规模在当时属于世界第一。1906年，自由港二期码头（Überseehafen）也交由BLG经营。1919年，BLG通过并购进入了粮食转运与仓储业务。1953年，不来梅市将新建的不来梅哈芬自由港交由BLG进行经营，以及上世纪60年代竣工的不来梅新城港（Neustädter Hafen）。
第一个运到德国的国际标准集装箱是在不来梅的港口完成转运的。1966年海陆航运公司（Sealand）的Fairland号轮船挂靠不来梅新城港，这是德国海洋运输跨入新时代的标志性事件。1967年，新城港第一台集装箱岸边起重机投入使用。

## 合并
1999年，BLG的集装箱业务与汉堡Eurokai股份公司合并组建了大型集装箱码头物流集团Eurogate（Eurogate GmbH & Co. KGaA, KG）。货物物流、汽车物流以及现在仅作为散杂货港的新城港依然保留在BLG物流集团旗下。